# کرانگ
کرانگ (به انگلیسی: Kerang) یک شهرک در استرالیا است که در ویکتوریا (استرالیا) واقع شده‌است.